# 페도프라이네 아마우엔시스
페도프라이네 아마우엔시스(Paedophryne amauensis)는 2009년 8월 파푸아뉴기니에서 발견되어 2012년 1월에 공식 발표된 개구리이다. 길이 7.7mm으로, 세계에서 제일 작은 개구리이다.